# Ентраккуе
Ентраккуе (італ. Entracque, п'єм. Entràive) — муніципалітет в Італії, у регіоні П'ємонт,  провінція Кунео.
Ентраккуе розташоване на відстані близько 490 км на північний захід від Рима, 95 км на південь від Турина, 19 км на південний захід від Кунео.
Населення — 795 осіб (2014).

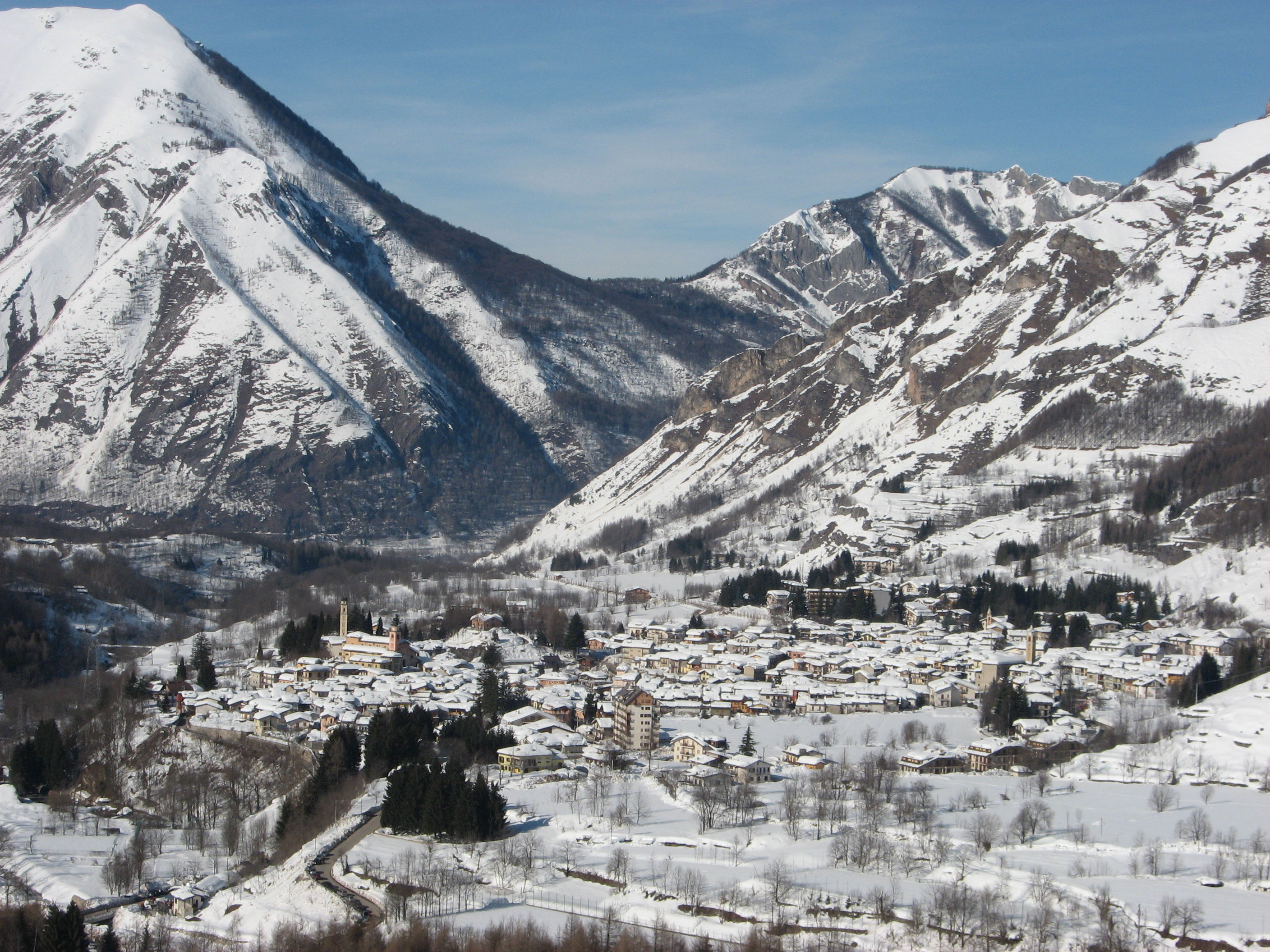

Щорічний фестиваль відбувається першої неділі вересня. Покровитель — Sant'Antonino.

## Демографія
Населення за роками:

Станом на 1 січня 2023 року в муніципалітеті офіційно проживало 37 іноземців з 13 країн, серед них 17 громадян країн Євросоюзу.

## Сусідні муніципалітети
- Бельведер (Франція)
- Ла-Бриг (Франція)
- Лімоне-П'ємонте
- Роаскія
- Сен-Мартен-Везюбі (Франція)
- Вальдієрі
- Вернанте